# 전용욱
욱용인 ( Woody Jun 이라고도 함)은 솔브릿지 국제경영대학의 학장이며 한국의 국제 비즈니스 학자이다.

## 이른 생활
서울대 경영학 학사 학위, 노스 웨스턴 대학 켈로그 경영 대학원 석사 학위, 박사 학위 취득한다. MIT Sloan 경영 대학원경영학과에서 국제 비즈니스 연구를 많이 한다.

## 직업
6월 현대 전자와 하이닉스 반도체 이사를 역임한 가운데 주요 국제 기업 컨설턴트로 일했으며, 중앙 대학교 경영 대학 경영학과 교수 로 재직했다. 서울까지 2010. 2010년 3월에는 한국 경영 학회 (KASBA) 총재가 되기도 하였다. 준은 아시아 연구소의 전무 이사이기도 하다.

## 참고 문헌
1. ↑  “SolBridge Welcomes Our New Dean”. 《SolBridge》. 2010년 3월 2일. 2010년 7월 16일에 확인함.
2. 1 2  《Asiae.co.kr》. 2010년 2월 18일 http://www.asiae.co.kr/news/view.htm?idxno=2010021809045161959. 2010년 7월 16일에 확인함. |제목=이(가) 없거나 비었음 (도움말)
3. ↑  “Hyundai Electronics Balances its Board of Directors with 50 Percent Outsiders”. 《Business Wire》. 2000년 3월 30일. 2016년 3월 4일에 원본 문서에서 보존된 문서. 2010년 7월 16일에 확인함.
4. ↑  “하이닉스 새 이사회 확정…사외 6명·사내 3명”. 《Khan.co.kr》. 2002년 7월 2일. 2010년 7월 16일에 확인함.